# Octylformiat
Octylformiat ist eine organische Verbindung aus der Gruppe der Carbonsäureester. Sie leitet sich von 1-Octanol und Ameisensäure ab.

## Herstellung
Octylformiat kann durch chemisch katalysierte Veresterung von 1-Octanol mit Ameisensäure oder biotechnologisch durch Umesterung von Ethylformiat mit 1-Octanol mit einer Lipase hergestellt werden. Eine Veresterung von 1-Octanol mit Ameisensäure unter Katalyse mit einer Lipase, beispielsweise von Candida antarctica, ist ebenfalls möglich.

## Eigenschaften und Reaktionen
Octylformiat ist eine farblose Flüssigkeit mit einem Geruch nach Rosen und Orangen. Wird Octylformiat ohne zusätzliches Lösungsmittel mit einer katalytischen Menge von Vaskas Komplex umgesetzt, wird es zu 1-Octanol decarbonyliert.

## Verwendung
Octylformiat ist ein Duftstoff und Aromastoff mit fruchtigem Geschmack. Es ist in der EU unter der FL-Nummer 09.075 als Aromastoff für Lebensmittel zugelassen. Es wird in geringem Umfang als Duftstoff verwendet, der weltweite jährliche Einsatz in diesem Bereich beträgt jedoch unter 100 Kilogramm.
Bei enzymatischen Reaktionen, die von NADH abhängen, muss dieser Cofaktor regeneriert werden, wofür meist Formiat-Dehydrogenase verwendet wird. Diese benötigt jedoch einen Elektronendonor, wofür meist Ameisensäure oder deren Salze verwendet werden. Durch deren hohe Polarität kann ein solches System praktisch nur in wässrigem Medium verwendet werden. Octylformiat eignet sich ebenfalls als Elektronendonor für solche Systeme und kann in einem Zwei-Phasen-System eingesetzt werden, wobei das Octylformiat selbst die organische Phase bildet und Edukte und Produkte lösen kann.